# William Dunlap Simpson

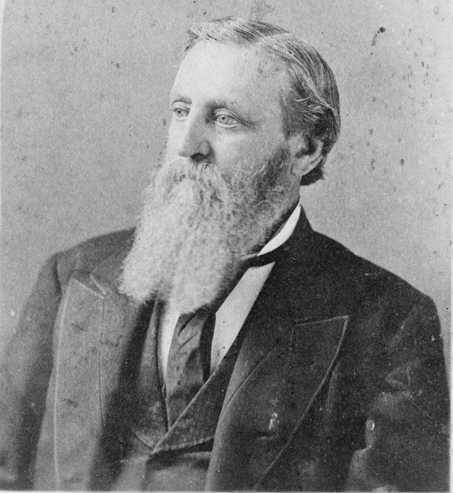
William Dunlap Simpson

William Dunlap Simpson (* 27. Oktober 1823 im Laurens District, South Carolina; † 26. Dezember 1890 in Columbia, South Carolina) war ein US-amerikanischer Politiker (Demokratische Partei) und von 1879 bis 1880 Gouverneur des Bundesstaates South Carolina.

## Frühe Jahre und politischer Aufstieg
William Simpson studierte zunächst am South Carolina College, der späteren University of South Carolina, und absolvierte anschließend ein Jurastudium an der Harvard University. Nach seiner Zulassung als Anwalt praktizierte er von 1846 bis 1875 in Laurens. Bereits in den 1850er Jahren war Simpson von 1854 bis 1856 sowie noch einmal von 1858 bis 1860 Abgeordneter im Repräsentantenhaus von South Carolina; von 1860 bis 1863 saß er Staatssenat.
Während des Bürgerkrieges stellte er eine Freiwilligen-Einheit mit Soldaten aus South Carolina auf. Er brachte es im Krieg bis zum Lieutenant Colonel. Von 1863 bis 1865 gehörte er als gewählter Abgeordneter dem Repräsentantenhaus des Konföderiertenkongresses an. Nach Kriegsende wurde er in den Kongress der Vereinigten Staaten entsandt, durfte aber seinem Sitz nicht einnehmen. Im Jahr 1876 wurde er ohne sein Wissen von seiner Partei für das Amt des Vizegouverneurs nominiert und gewählt. Nach dem Rücktritt von Gouverneur Wade Hampton am 26. Februar 1879, damit dieser seinen Sitz im US-Senat antreten konnte, wurde Simpson neuer Gouverneur von South Carolina.

## Gouverneur und Oberster Richter in South Carolina
Simpson blieb nur bis zum 1. September 1880 in seinem neuen Amt. Er trat zurück, um die Stelle des Obersten Richters (Chief Justice) von South Carolina einzunehmen. Das Gouverneursamt wurde bis zum Ende der Wahlperiode von Thomas Bothwell Jeter ausgeübt, der damit nach Hampton und Simpson der dritte Gouverneur innerhalb einer Legislaturperiode wurde. In seiner kurzen Amtszeit als Gouverneur setzte sich Simpson für eine Verbesserung der Bildungspolitik ein. Außerdem wurde eine  Landwirtschaftsabteilung (Agricultural Bureau) in seiner Regierung gegründet. Simpson blieb bis zu seinem Tod im Dezember 1890 Oberster Richter des Staates. Er war mit Elizabeth Young verheiratet. Das Paar hatte sieben Kinder.